# Paramormyrops longicaudatus
Paramormyrops longicaudatus is een straalvinnige vissensoort uit de familie van de tapirvissen (Mormyridae). De wetenschappelijke naam van de soort is voor het eerst geldig gepubliceerd in 1977 door Taverne, Thys van den Audenaerde, Heymer & Géry.